# یک روز بارانی در نیویورک
یک روز بارانی در نیویورک (به انگلیسی: A Rainy Day in New York) یک فیلم آمریکایی در ژانر کمدی رمانتیک به نویسندگی و کارگردانی وودی آلن است که در سال ۲۰۱۹ منتشر شد. تیموتی شلمی، ال فانینگ، سلنا گومز، جود لا، دیه‌گو لونا و لیو شرایبر ستارگان فیلم هستند.
وودی آلن این فیلم را در سال ۲۰۱۷ و برای آمازون استودیوز ساخت. ابتدا قرار بود که فیلم در سال ۲۰۱۸ به صورت اینترنتی منتشر شود اما در پی اتهامات آزار جنسی که به آلن در طی جنبش من هم وارد شد، آمازون این فیلم را بایگانی کرد. آلن به خاطر این مسئله از آمازون شکایت کرد. سرانجام پس از یک سال کشمکش قضایی، فیلم در چندین کشور اروپایی و جنوب آمریکا به روی پرده رفت. یک روز بارانی در نیویورک با واکنش نسبتاً مثبتی از سوی منتقدان همراه بود.

## طرح اصلی
دو جوان برای گذران تعطیلات آخر هفته به نیویورک می‌آیند و به محض رسیدن به آنجا با وضعیت بد جوی و یک سری ماجراهای دیگر روبه‌رو می‌شوند.

## بازیگران
- تیموتی شلمی
- ال فانینگ
- سلنا گومز
- جود لا
- دیه‌گو لونا
- لیو شرایبر
- آنالی اشفرد
- ربکا هال
- چری جونز
- ویل راجرز
- کلی رورباک
- سوکی واترهاوس
- گریفین نیومن
- بن وارهایت